# Döderlein-Bakterien

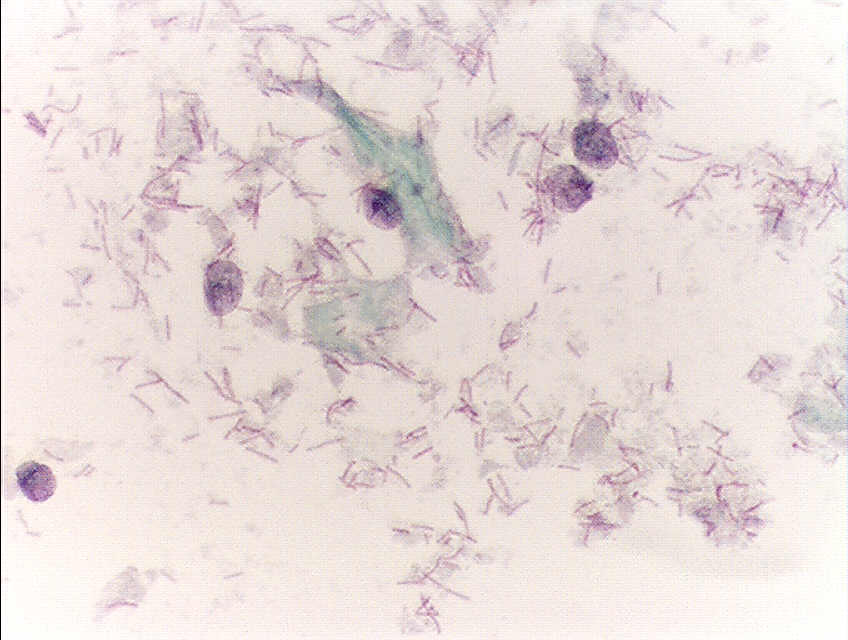
Döderlein-Bakterien (schmale Stäbchen) und zytolytische Vaginalepithelzellen

Als Döderlein-Bakterien oder Döderlein-Stäbchen bezeichnet man jene Milchsäurebakterien, die normalerweise die Vagina (Scheide) der Frau im gebärfähigen Alter besiedeln. Sie sind nach dem deutschen Frauenarzt Albert Döderlein benannt.
Die Döderleinflora besteht aus einer heterogenen Gruppe grampositiver Stäbchenbakterien, die Milchsäure produzieren.
Das Plattenepithel der Vagina verändert sich ab der Geschlechtsreife unter dem Einfluss von Östrogen zyklisch. Dadurch proliferiert es und lagert vermehrt Glykogen ein. Bei der normalen Abschilferung durch die Wirkung der Gestagene zersetzen die Lactobazillen das Glykogen und es entsteht Milchsäure. Somit entsteht das physiologisch saure Milieu (pH 4), wodurch pathogene Keime am Wachstum gehindert werden. Lactobazillen können kurz nach der Geburt (Östrogeneinfluss der Mutter) und dann erst wieder ab der Menarche nachgewiesen werden; in der Zeit dazwischen ist der Scheiden-pH alkalisch.
Lange wurde angenommen, Lactobacillus acidophilus wäre dabei der am meisten verbreitete Mikroorganismus der Scheidenflora, aber mittlerweile stellte sich heraus, dass der häufigste Scheidenbewohner Lactobacillus iners ist, gefolgt von Lactobacillus crispatus (je nach Studie auch umgekehrt). Weitere häufig vorkommende Lactobacillus-Arten der Vagina sind:
- Lactobacillus buchneri,
- Lactobacillus delbruekii,
- Lactobacillus gasseri,
- Lactobacillus jensenii und
- Bifidobacterium spp.[2][3][4]

Lactobacillus-Arten sind gegen die meisten Breitspektrum-Antibiotika sensibel, daher kann die Scheidenflora durch eine Behandlung mit einem Antibiotikum geschädigt werden. Keine Empfindlichkeit besteht gegen Fluorchinolone und Nitroimidazole.

## Physiologie der Scheidenflora

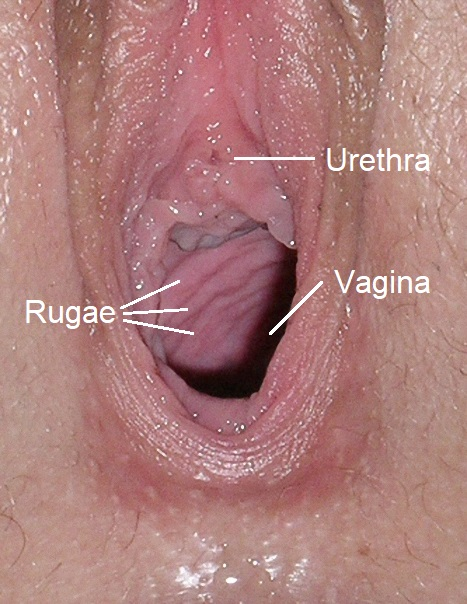
Blick auf das vordere Drittel einer menschlichen Vagina, ausgehend vom Introitus vaginae, dem Scheideneingang mit den Rugae vaginales und dem spiegelnden Vaginalepithel mit der Scheidenflora

Als Vertreter der Milchsäurebakterien bzw. Lactobacillaceae wachsen Lactobacillus-Arten anaerob, aber aerotolerant, d. h., sie benötigen keinen Sauerstoff für ihren Stoffwechsel, wachsen aber auch in Anwesenheit von Luft. Die vaginalen grampositiven Anaerobier sind pleomorph, sie erscheinen als Stäbchen oder Kokken.
Der entscheidende Mechanismus, der verhindert, dass pathogene Keime die Vaginaloberfläche überwuchern (Dysbiose), ist das indirekt durch die zyklisch wirkenden Östrogene geschaffene Milieu. Unter seinem hormonellen Einfluss wird in den Plattenepithelien der Vaginalschleimhaut Glykogen gebildet. Dieses verstoffwechseln die Laktobazillen zu Milchsäure (Lactat), was den pH-Wert in den sauren Bereich (etwa pH 3,8 bis 4,4) absenkt. Aber nicht nur das Absenken des pH-Wertes wird von der „Döderlein-Bakteriengruppe“ hervorgerufen, sie veranlassen auch die Zytolyse der sich abschilfernden Oberflächenepithelzellen und die Freisetzung von Zuckern und die Milchsäurebildung aus Dextrose und Maltose. Da das Vorkommen der Laktobakterien östrogenabhängig ist, ist ihre Konzentration in der Kindheit und ab den Wechseljahren vermindert.
Aber nicht nur der niedrige pH-Wert beeinflusst das vaginale Mikrobiom, sondern auch die durch das saure Milieu ermöglichte Bereitstellung von Stickstoffmonoxid (NO) – einem Gasotransmitter mit bakterizider und viruzider Wirkung – welcher die Zellmembranen von Bakterien und die Proteinhüllen von Viren fragmentiert.

## Publikationen
- Franz Kelkel: Menstruations- oder Schwangerschaftsblutung? Aus der 1. Universitätsfrauenklinik München, Direktor: Geheimrat Prof. Dr. Döderlein, R. Müller & Steinicke, München 1927, DNB 574269746 (Medizinische Dissertation [Universität] München 1927, 16 Seiten, 8°).[6]